# 1420'erne
Århundreder: 14. århundrede – 15. århundrede – 16. århundrede
Årtier: 1370'erne 1380'erne 1390'erne 1400'erne 1410'erne – 1420'erne – 1430'erne 1440'erne 1450'erne 1460'erne 1470'erne
År: 1420 1421 1422 1423 1424 1425 1426 1427 1428 1429
Begivenheder
Personer